# Staatliche Rittmeister-Witold-Pilecki-Hochschule Oświęcim

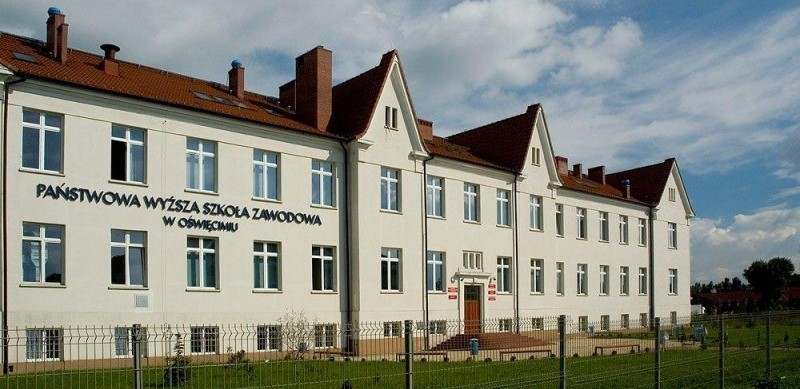
Staatliche Rittmeister-Witold-Pilecki-Hochschule, Collegium Primum

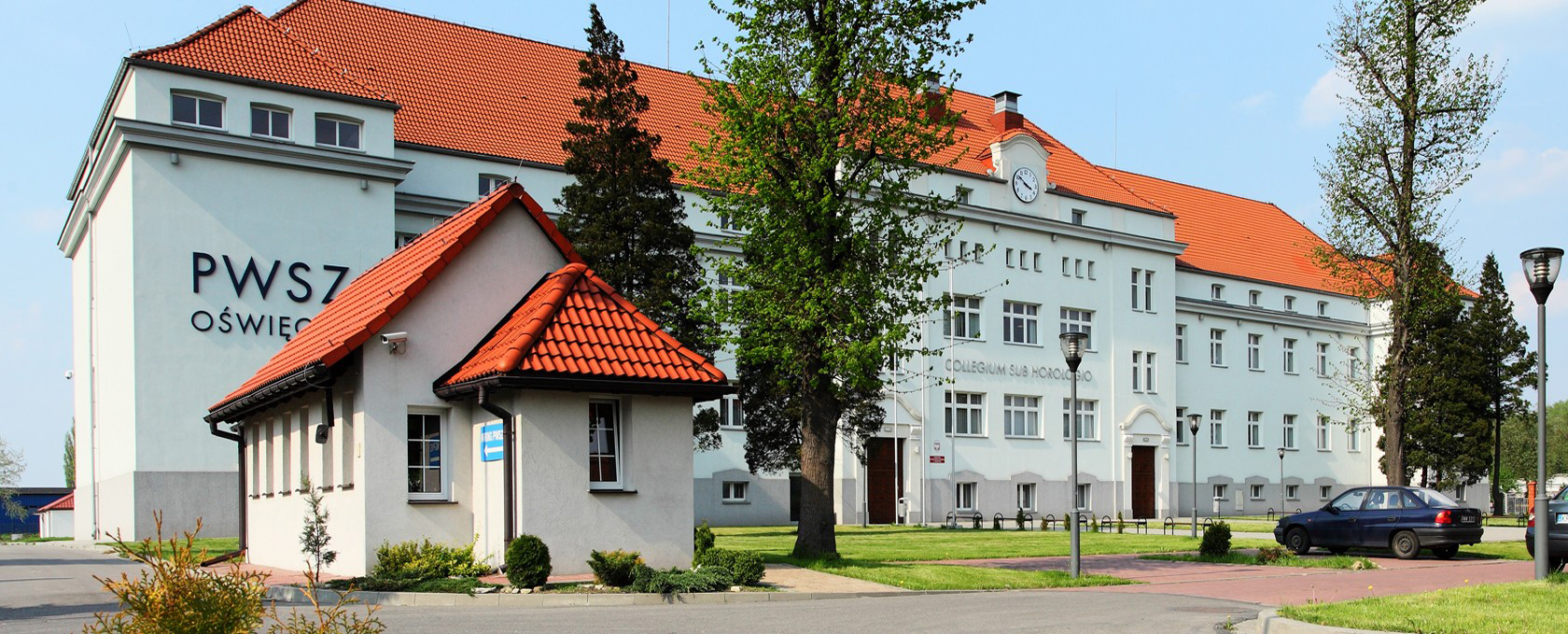
Staatliche Rittmeister-Witold-Pilecki-Hochschule, Collegium Sub Horologio

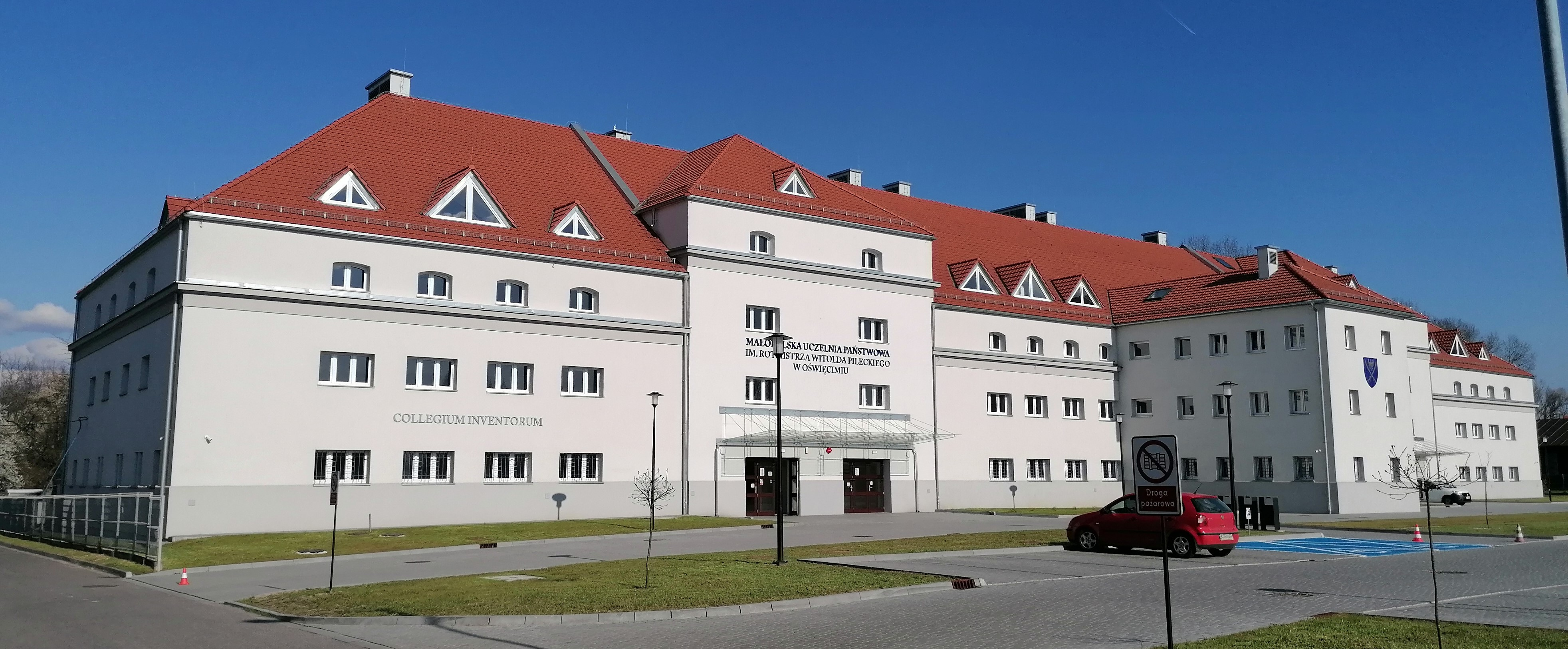
Staatliche Rittmeister-Witold-Pilecki-Hochschule Oswiecim in Malopolska, Collegium Inventorum

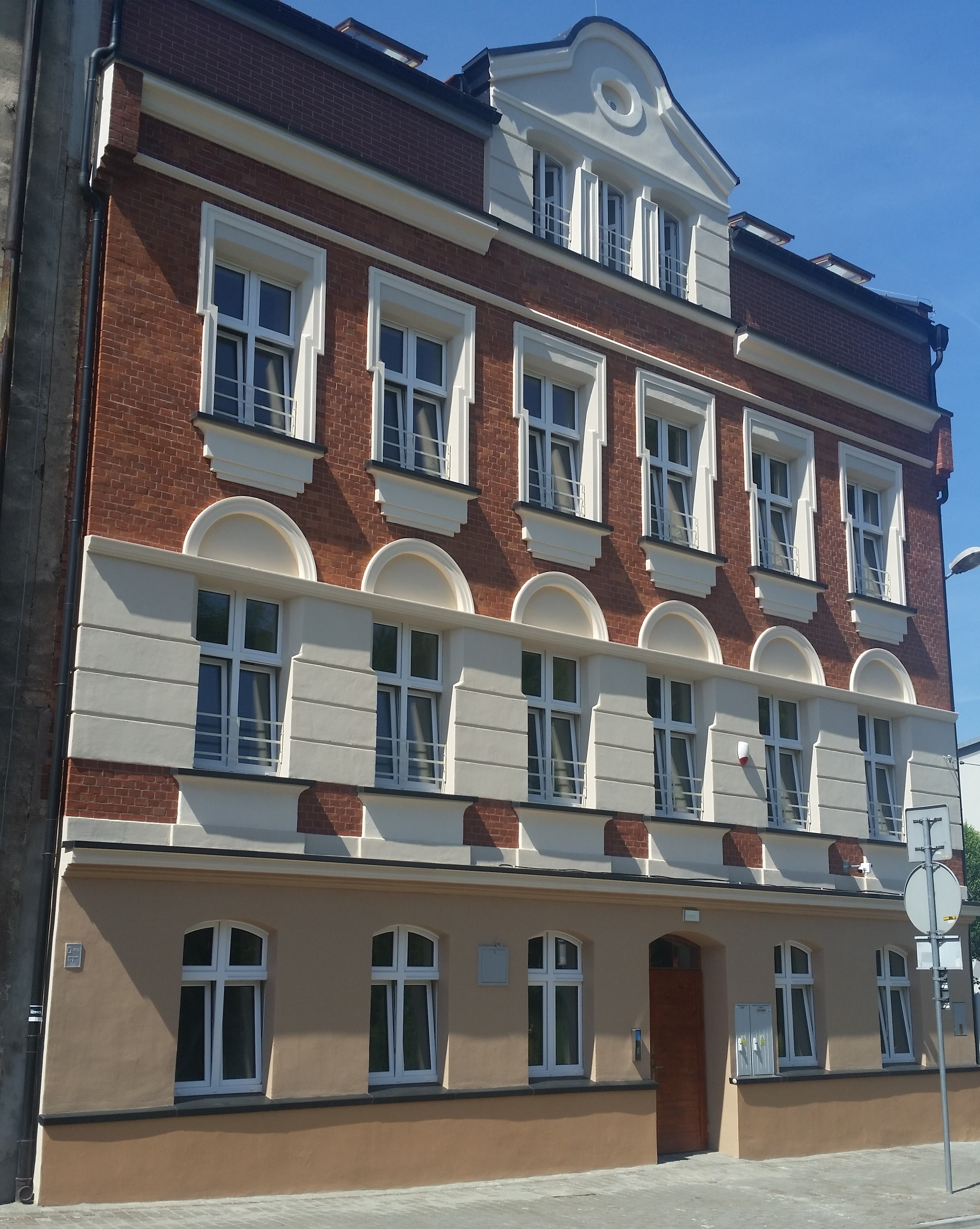
Staatliche Rittmeister-Witold-Pilecki-Hochschule, Akademisches Wohnheim

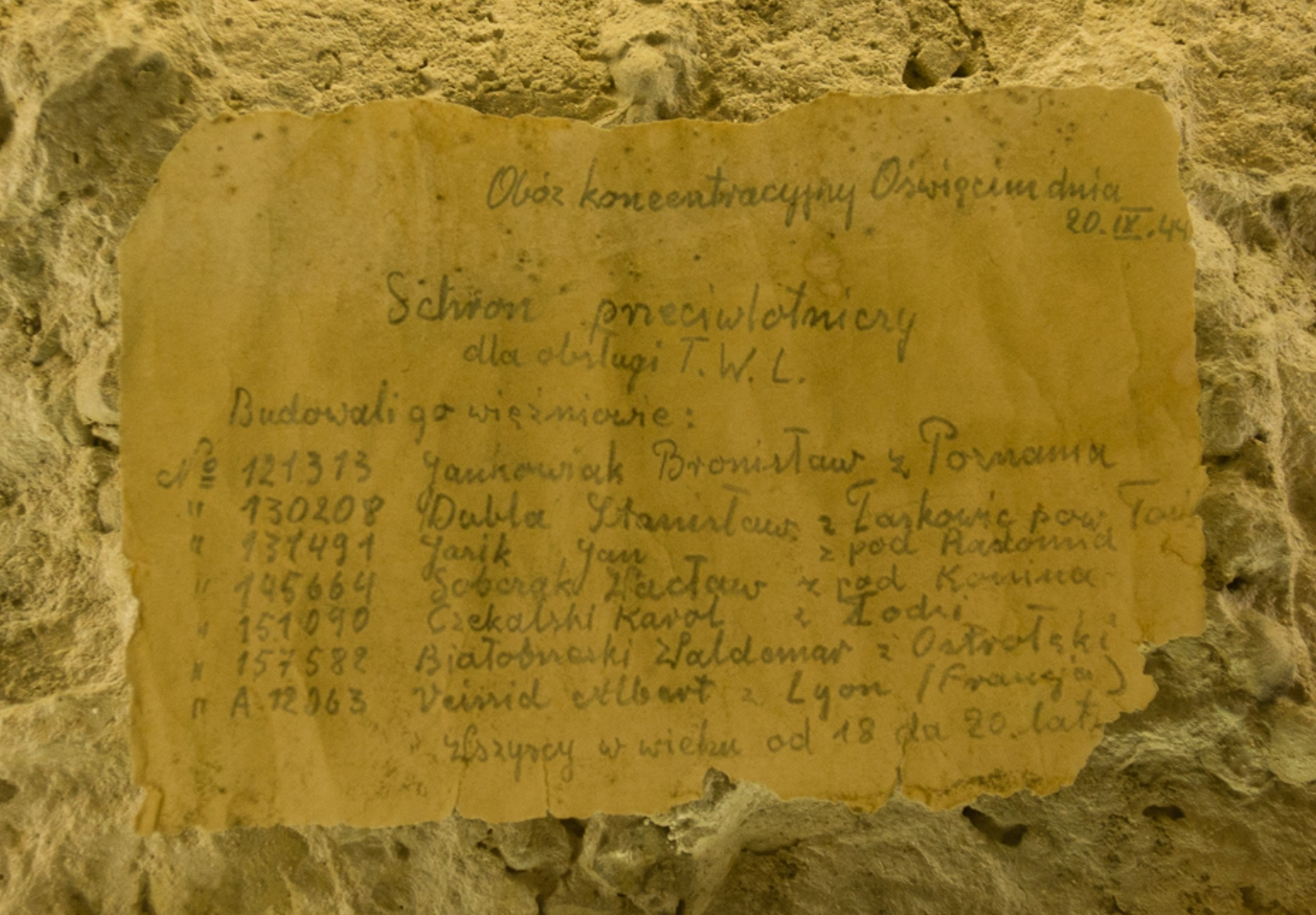
Flaschenpost von 1944 im Hochschulgebäude „Collegium sub Horologio“

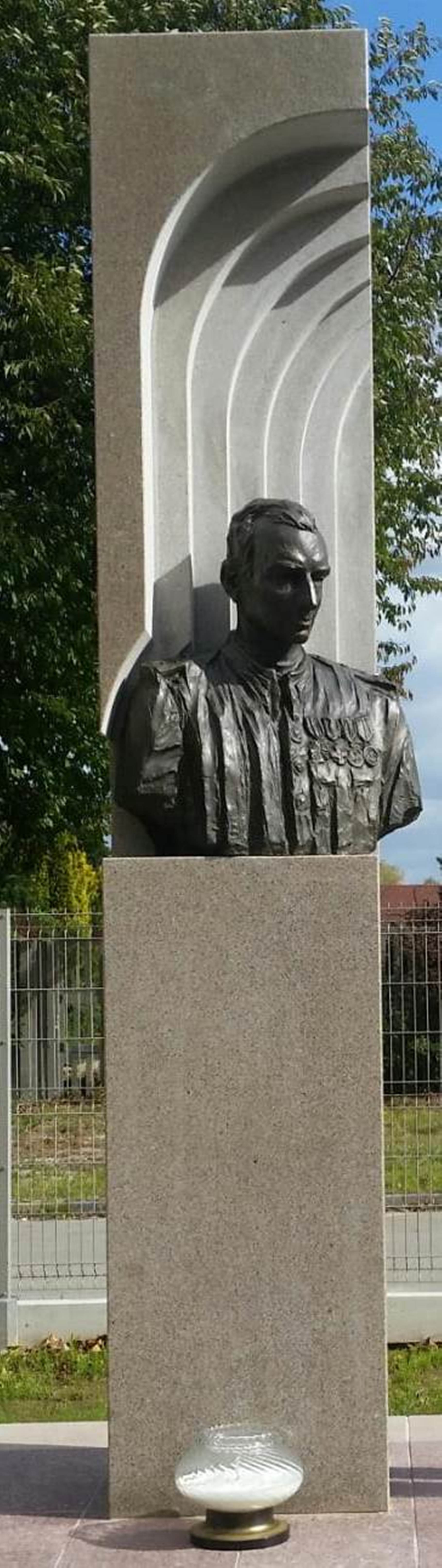
Denkmal für Rittmeister Witold Pilecki auf dem Campus

Die Staatliche Rittmeister-Witold-Pilecki-Hochschule Oświęcim in Małopolska (poln. Małopolska Uczelnia Państwowa im. rotmistrza Witolda Pileckiego w Oświęcimiu) ist eine polnische Bildungsinstitution des Tertiärbereichs in Oświęcim.

## Geschichte
Die Hochschule wurde am 1. Juli 2005 durch Beschluss des Ministerrates vom 7. Juni 2005 gegründet. Die Gründung der Hochschule war eine gemeinsame Initiative des Landkreises Oświęcim, der Woiwodschaft Kleinpolen und der Stadt Oświęcim. Die Jagiellonen-Universität in Krakau übernahm die Schirmherrschaft über die Hochschule. Am 19. November 2010 wurde sie als einzige Hochschule in Polen nach dem polnischen Nationalhelden Rittmeister Witold Pilecki, der freiwillig als Gefangener in das Konzentrationslager Auschwitz gegangen ist, um zu erfahren, was dort an Grausamkeiten geschah, benannt. Im Jahr 2018 wurde ihm auf dem Campus ein Denkmal gesetzt.
Das Leitbild der Hochschule ist, dass sich die Studierenden der Erinnerung an die Geschichte des Hochschulstandortes stellen, dass sie die Gegenwartsprobleme unter Beachtung der Menschenrechte bewältigen und eine Zukunft in Frieden bauen. An der Hochschule gibt es Bachelor-, Master und Ingenieurstudiengänge. Alle Studiengänge haben einen Praxisbezug. Die Studentinnen und Studenten können ihre Ausbildung im Rahmen des Programms Erasmus + zum Teil auch an ausländischen Universitäten und Hochschulen absolvieren. Sie können unter anderem in Deutschland, Spanien, der Türkei, Israel, der Slowakei, Slowenien und Tschechien studieren.
Die Staatliche Rittmeister-Witold-Pilecki-Hochschule organisiert und veranstaltet neben der Lehre und Forschung internationale Kongresse, Podiumsdiskussionen, Filmfestivals, Kultur- und Sportveranstaltungen und Tage der offenen Tür. Sie hat einen Eigenverlag, einen Multimedia-Lesesaal, eine Bibliothek für Anwohner, eine Kinderuniversität, eine Universität für das dritte Lebensalter, eine akademische Seelsorge, eine akademische Sportvereinigung und einen Studentenforschungsclub.

## Campus
In den Gebäuden der Staatlichen Hochschule befand sich vor dem Zweiten Weltkrieg das Polnische Tabakmonopol. Während des Krieges wurde in einem der Gebäude der erste Transport von 728 Häftlingen aus einem Gefängnis in Tarnów untergebracht. Die Ankunft dieses Transportes am 14. Juni 1940 gilt als Beginn des Konzentrationslagers Auschwitz. Der Hof vor dem Gebäude wurde umzäunt, in den Ecken wurden Wachtürme errichtet und hier fand der erste Appell in der Lagergeschichte statt. Nachdem Häftlinge ins Stammlager Auschwitz I verlegt worden waren, gab es für einige Zeit im Gebäude – Stabsgebäude genannt – Büros der SS-Lagerverwaltung, später waren dort auch ein Quartier für SS-Aufseherinnen sowie ein Waffenlager untergebracht. Im Keller war ein Waschraum für SS-Männerkleidung eingerichtet. An der Fassade des Gebäudes wurde eine Gedenktafel angebrachte, die an die tragischen Ereignisse erinnert. In den Korridoren des Collegium Primum befindet sich eine Dauerausstellung, die an das Schicksal der Gefangenen und an den Transport nach Auschwitz erinnert.
Seit dem Sommersemester des Studienjahres 2009/2010 werden die Lehrveranstaltungen auch im zweiten Hochschulgebäude – Collegium sub Horologio genannt – abgehalten. Während der NS-Zeit wurde dieses Gebäude von der SS als Truppenwirtschaftslager genutzt. Am 20. April 2009 wurde bei Renovierungsarbeiten in diesem Gebäude ein außergewöhnliches Dokument aus der Kriegszeit gefunden – eine von Lagerinsassen verfasste Flaschenpost, die in der Wand eines Luftschutzraums für die SS einbetoniert worden war. Auf einem Stück Papier wurden mit Bleistift Namen von 7 Häftlingen geschrieben, die am Bunkerbau tätig waren. Der Zettel trägt das Datum 20. September 1944. Die vermerkten Lagerinsassen waren im Alter von 18 bis 20 Jahren, sechs kamen aus Polen, einer aus Frankreich. Eine Kopie des Schreibens wird in einer Vitrine am Fundort gezeigt.
Im Jahre 2014 wurde die Aula der Hochschule im „Collegium Sub Horologio“ nach dem ehemaligen Häftling des KZ Auschwitz Kazimierz Piechowski benannt, der bei der offiziellen Ernennung anwesend war. Kazimierz Piechowski war wie der Namensgeber der Hochschule Gefangener im Konzentrationslager Auschwitz und wurde bekannt durch seine spektakuläre Flucht aus dem Lager. Dieser Flucht ist durch den englischen Film „Runaway“ ein Denkmal gesetzt worden. Nach dem Krieg wurde er, der in der Heimatarmee für ein demokratisches Polen kämpfte, durch die kommunistischen Machthaber für sieben Jahre ins Zuchthaus gesteckt. Während einer seiner Besuche in der Hochschule äußerte er: „Wenn ich hier bin, ist es, als hörte ich die Rufe der SS-Männer und das Gekläffe der Wachhunde. Schmerzliche Erinnerungen werden wach. Trotzdem habe ich das Bedürfnis hierher zu kommen. Ich freue mich darüber, dass sich heutzutage in den Gebäuden, die mein Gefängnis, meine Hölle waren und aus denen ich geflüchtet bin, eine solch anerkannte Hochschule befindet. Dies ist für mich sehr wichtig.“
In der Altstadt von Oświęcim wurde im Jahre 2019 in einem historischen Haus ein Studenten- und Gastdozentenwohnheim fertiggestellt.
Am 12. April 2023 wurde das während der NS-Zeit durch die SS als Unterkunftsgebäude und Lagerhaus genutzte Gebäude als drittes und größtes Hochschulgebäude (Collegium Inventorum) eingeweiht. Es beherbergt insbesondere Lehr-, Labor- und Simulationsräume für verschiedene Studienrichtungen und Unterkünfte für Gastdozentinnen und Gastdozenten.

## Rektorinnen/Rektoren
- 2005–2012: Lucjan Suchanek
- 2012–2020: Witold Stankowski
- Seit 2020: Sonia Grychtoł

## Honorarprofessoren
- Seit 2014: Matthias Gleitze[3]

## Institute
- Jan-Karski-Institut für Geistes- und Sozialwissenschaften
- Institut für Gesundheits- und Pflegewissenschaften
- Institut für Ingenieurswissenschaften
- Institut für Wirtschafts- und Sicherheitswissenschaften

## Studienabschlüsse
Die Hochschule vermittelt in folgenden Fachrichtungen den Bachelor of Science:
- Öffentliche Verwaltung und soziale Kommunikation
- Englische Philologie
- Diätetik
- Pädagogik
- Krankenpflege
- Diätetik
- Politikwissenschaft
- Soziale Arbeit
- Management
- Produktionstechnik
- Mechatronik
- Informatik
- Innere Sicherheit
- Finanzwesen und Buchhaltung
- Rettungsdienst
- Sportwissenschaft

Die Hochschule vermittelt in folgenden Fachrichtungen den Abschluss als Ingenieur

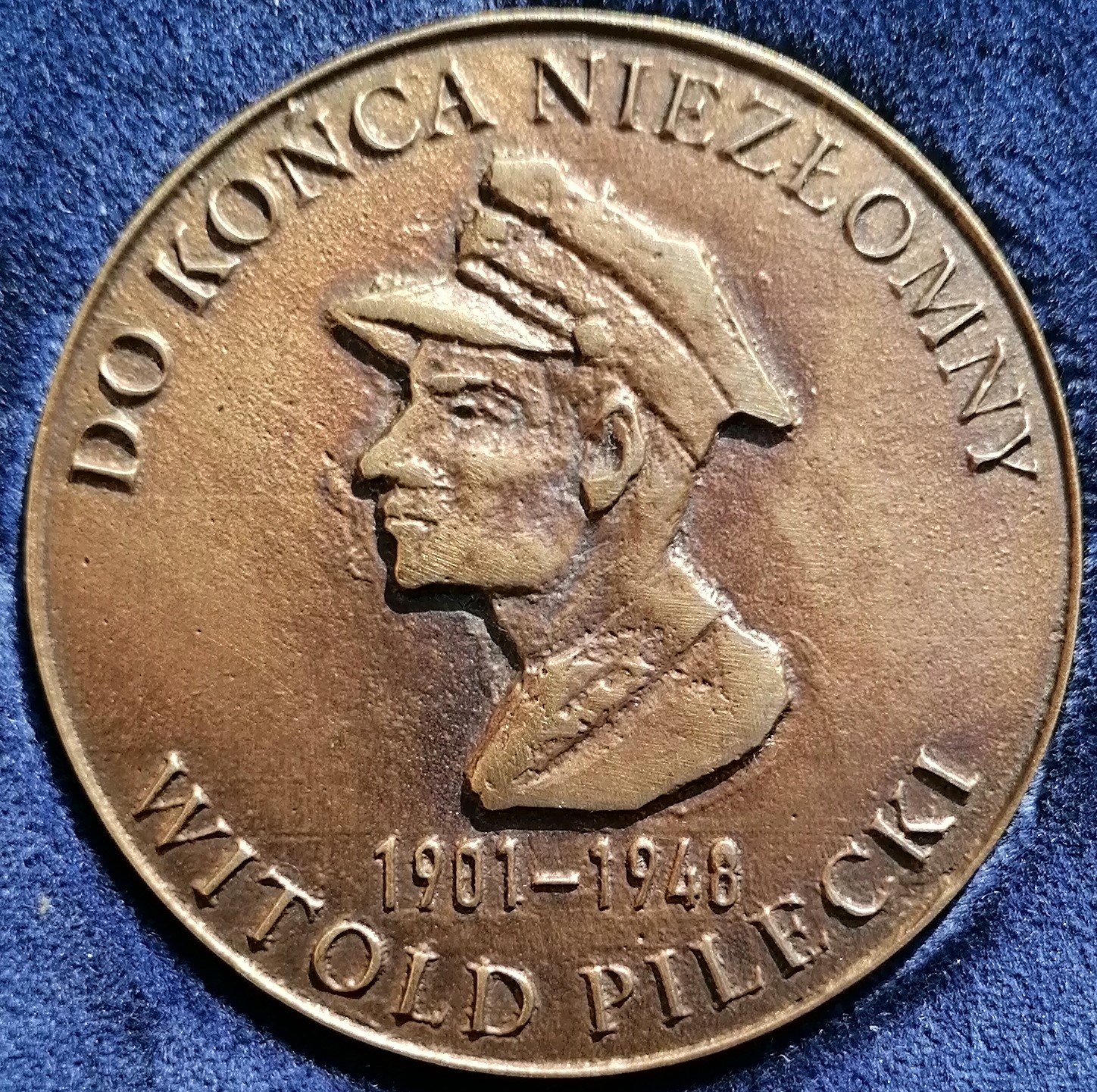
Akademische Medaille (Vorderseite)

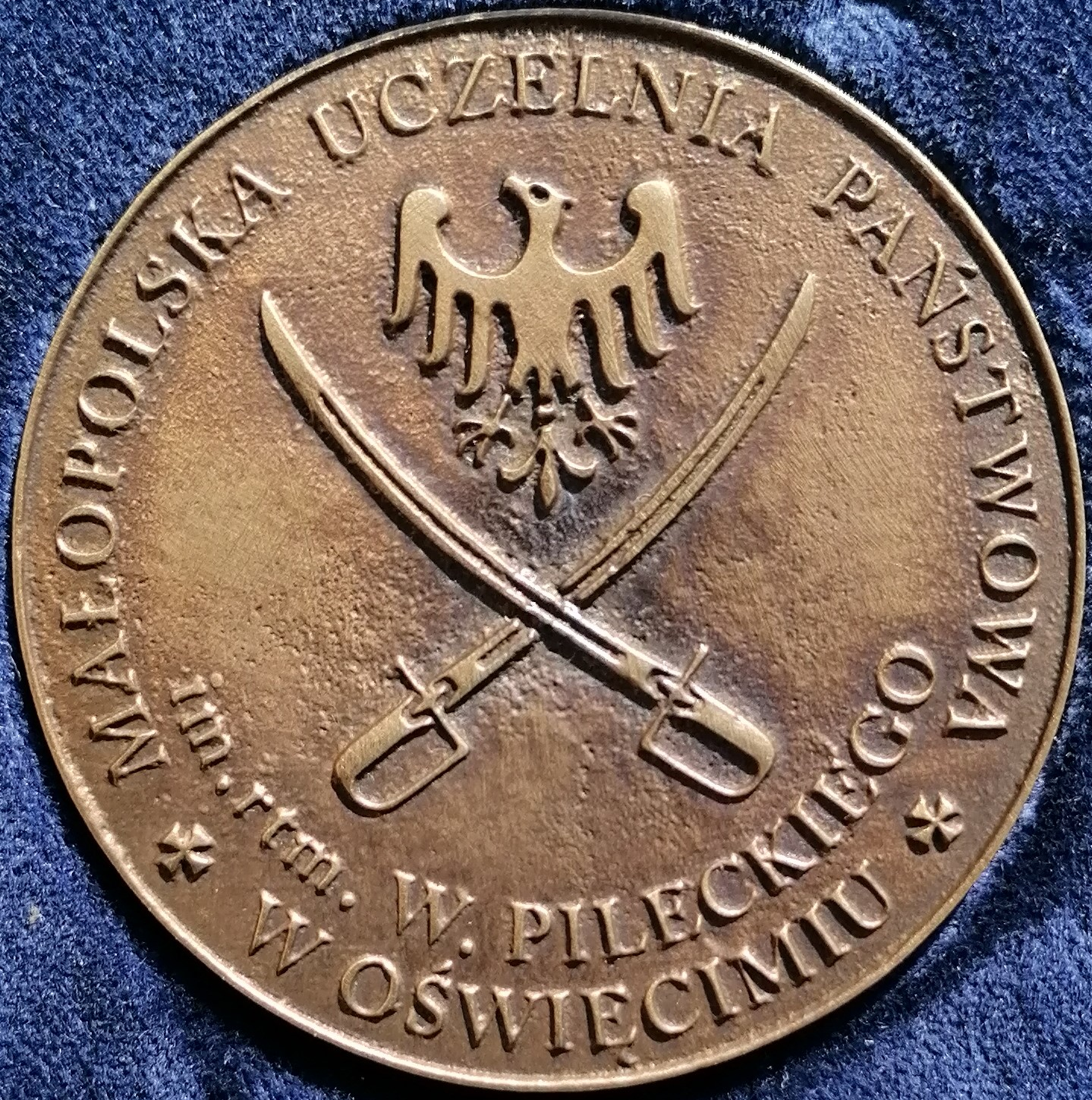
Akademische Medaille (Rückseite)

- Produktionsmanagement und -technik
- Informatik
- Mechatronik

Die Hochschule vermittelt in folgenden Fachrichtungen den Master
- Wirtschaft
- Pflegewissenschaft
- Krankenpflege
- Politikwissenschaften
- Produktionsmanagement und -technik

Die Hochschule bietet in folgender Fachrichtung ein grundständiges Masterstudium
- Vorschul- und Frühschulpädagogik

## Auszeichnung durch die Hochschule
Akademische Medaille: Die Vorderseite der Akademischen Medaille trägt das Bild des Schirmherren der Hochschule Witold Pilecki, sein Name, die Daten seiner Geburt und seines Todes und die Inschrift: „Bis zum Ende standhaft“. Auf der Rückseite befindet sich das Logo und der vollständige Name der Hochschule.
Voraussetzungen zur Verleihung der Akademischen Medaille
- Die Akademische Medaille wird für besondere Verdienste für die Hochschule verliehen. Die Medaille kann einer Person, Organisation oder Institution aus dem In- und Ausland verliehen werden.
- Verantwortlich für die Verleihung der Akademischen Medaille ist der Rektor der Hochschule. Eine Jury unter Vorsitz des Rektors der Hochschule wählt den Kandidaten für die Auszeichnung aus.
- Der Rektor nimmt die Verleihung während einer akademischen Feier vor. Zusammen mit der Akademischen Medaille wird eine Urkunde überreicht.
- Alle mit der Akademischen Medaille Ausgezeichneten werden in einer Ehrenliste der Rittmeister-Witold-Pilecki-Hochschule registriert.

Deutsche Empfänger der Akademischen Medaille:
- Matthias Gleitze (2013)
- Fritz Michler (2021)

## Partnerschaften
- Alice-Salomon-Schule, Berufsbildende Schule für Gesundheit und Soziales der Region Hannover
- Alice Salomon Hochschule Berlin
- Hochschule Merseburg
- Katholische Hochschule Freiburg
- Universität Muğla, Türkei (Muğla Sıtkı Koçman Üniversitesi)
- Katholische Hochschule für Sozialwesen Berlin
- Levinsky-Hochschule für Erziehung Tel Aviv, Israel (Levinsky College of Education Tel Aviv)